# Jan Meyer
Jan Meyer (født 1960 i Danmark) er en fiktiv figur, der optræder i drama-serien Forbrydelsen fra 2006 – 2007. Han er vicekriminalkommissær og nyansat i afdeling A på Politigården, der er en af hovedstederne i serien. Meyer er spillet af skuespilleren Søren Malling. 

## Historie
Jan er bestemt til at skulle overtage sin kollega Sarah Lunds job, når hun flytter til Sverige med sin familie. Deres mission i serien, der foregår i november 2003 omhandler efterforskningen af mordet på gymnasiepigen Nanna Birk Larsen.
I afsnit 18 bliver han overfaldet af seriens gerningsmand, mens han i samarbejde med Lund er i færd med at udforske en tom lagerbygning. Efter at have slået ham ned, skyder morderen ham med en pistol adskillige steder på kroppen. Meyer bliver øjeblikket hentet af en ambulance efter Lund har tilkaldt assistance, og det lykkes lægerne at få stabiliseret hans kritiske tilstand. Af ukendte årsager afgår han dog ved døden dagen efter. 